# ابراهیم سوبینی
ابراهیم سُوبِینی ملقب به برهان‌الدین (؟ -۱۴۵۴م) (نسب کامل: ابراهیم بن عمر ابراهیم، سوبینی حموی طرابلسی) قاضی و فقیه شافعی شامی بود. نام نسبتش به «سوبین» از روستاهای حماه است. در مکه، حلب و طرابلس به قضاوت رسید. شرح فرائض المنهاج، الابهاج فی لغات المنهاج، إقدار الرائض علی الفتوی فی الفرائض و اختصار الاستغناء فی الفرق و الإستثناء از آثار اوست.